# Gazzetta Ticinese
Gazzetta Ticinese è stato un importante quotidiano svizzero in lingua italiana. Fu fondato nel 1821 a Lugano in seguito alla soppressione della Gazzetta di Lugano, Gazzetta Ticinese era edita dalla tipografia Veladini.

## Storia
Il periodico, che ebbe inizialmente anche la funzione di foglio ufficiale, fu ammesso nel Regno Lombardo Veneto, benché dovette più volte rinegoziare la sua distribuzione oltre confine con la censura di Milano. Raggiunse una diffusione non quantificabile, ma attestata nei principali centri nell'Italia centro-settentrionale (più tardi, dalla metà del XIX secolo, la sua presenza è accertata anche oltremare, negli Stati Uniti e in Australia, dove aveva seguito le rotte dell'emigrazione ticinese). Alle quattro pagine di cui si compose per buona parte della sua esistenza, si aggiunse per un breve periodo l'Appendice letteraria alla Gazzetta ticinese, di discreto interesse culturale, redatta da Stefano Franscini (1824-1825). Cambiò più volte la frequenza di pubblicazione: inizialmente settimanale (fino al dicembre 1842), uscì in seguito tre volte alla settimana (gennaio 1843-giugno 1855) e poi quattro (luglio 1855-dicembre 1865) prima di divenire quotidiano (gennaio 1866-aprile 1990).
L'impostazione liberale già presente in precedenza divenne più esplicita a seguito della fusione nell'aprile 1895 della Gazzetta Ticinese con l'effimera Idea Moderna, fondata solo nel gennaio precedente. Questa operazione portò in redazione Emilio Bossi e Francesco Chiesa sotto la direzione di Francesco Veladini. Con Milesbo, pseudonimo di Bossi, redattore (1896-1902) e poi direttore (1915-1920), la Gazzetta Ticinese si orientò su posizioni radicali. Dal gennaio 1920 si affiancò a Il Dovere come organo del Partito liberale radicale ticinese (PLRT), funzione assunta dall'ottobre 1928 anche da Avanguardia (Partito radicale democratico). Avvicinatosi al regime mussoliniano durante il breve periodo in cui era stato guidato da Antonio Scanziani (aprile 1928-gennaio 1929), sotto la direzione di Fulvio Bolla (1929-1943), il giornale divenne l'espressione della destra liberale e mantenne verso il fascismo un atteggiamento ambivalente, come dimostra ad esempio il sostegno accordato a Francisco Franco allo scoppio della guerra di Spagna nel 1936. Nel 1928 la proprietà del giornale fu trasformata in società anonima, in sostituzione della precedente associazione. In opposizione all'Avanguardia, espressione dell'ala sinistra del PLRT, marcatamente antifascista, e a Il Dovere, su posizioni mediane, nel febbraio 1934, a seguito della scissione da cui era nato poche settimane prima il Partito liberale radicale democratico ticinese, Gazzetta Ticinese rinunciò a definirsi organo del PLRT e anche nei decenni successivi continuò a rappresentare le posizioni della destra liberale. Dagli anni 1970 Franco Masoni diede un importante contributo, anche redazionale, alla definizione della linea politica del giornale. In difficoltà finanziarie, uscì a ritmo bisettimanale dal maggio 1990 (anno in cui aveva una tiratura di ca. 4500 copie) e settimanale dall'aprile 1992, prima di cessare le pubblicazioni nell'ottobre 1996.